# Murina tubinaris
Murina tubinaris är en fladdermusart som först beskrevs av Scully 1881.  Murina tubinaris ingår i släktet Murina och familjen läderlappar. IUCN kategoriserar arten globalt som livskraftig. Inga underarter finns listade i Catalogue of Life.
Denna fladdermus förekommer främst i Sydostasien från nordöstra Indien till Vietnam. En avskild population finns i regionen Kashmir. Arten lever i bergstrakter mellan 1200 och 2650 meter över havet. Den vistas i bergsskogar och i andra bergiga landskap.
Individerna vilar i växtligheten. Honor föder en eller två ungar per kull.